# Udet Flugzeugbau
Udet Flugzeugbau GmbH était un constructeur aéronautique allemand, qui concevait et fabriquait des avions de sport et des avions commerciaux légers, dans les limites autorisées par le traité de Versailles. La société fut fondée à l'été 1921 à Munich par Ernst Udet avec Hans Herrmann et Erich Scheuermann, et le soutien du financier américain William Pohl.

## Photographies

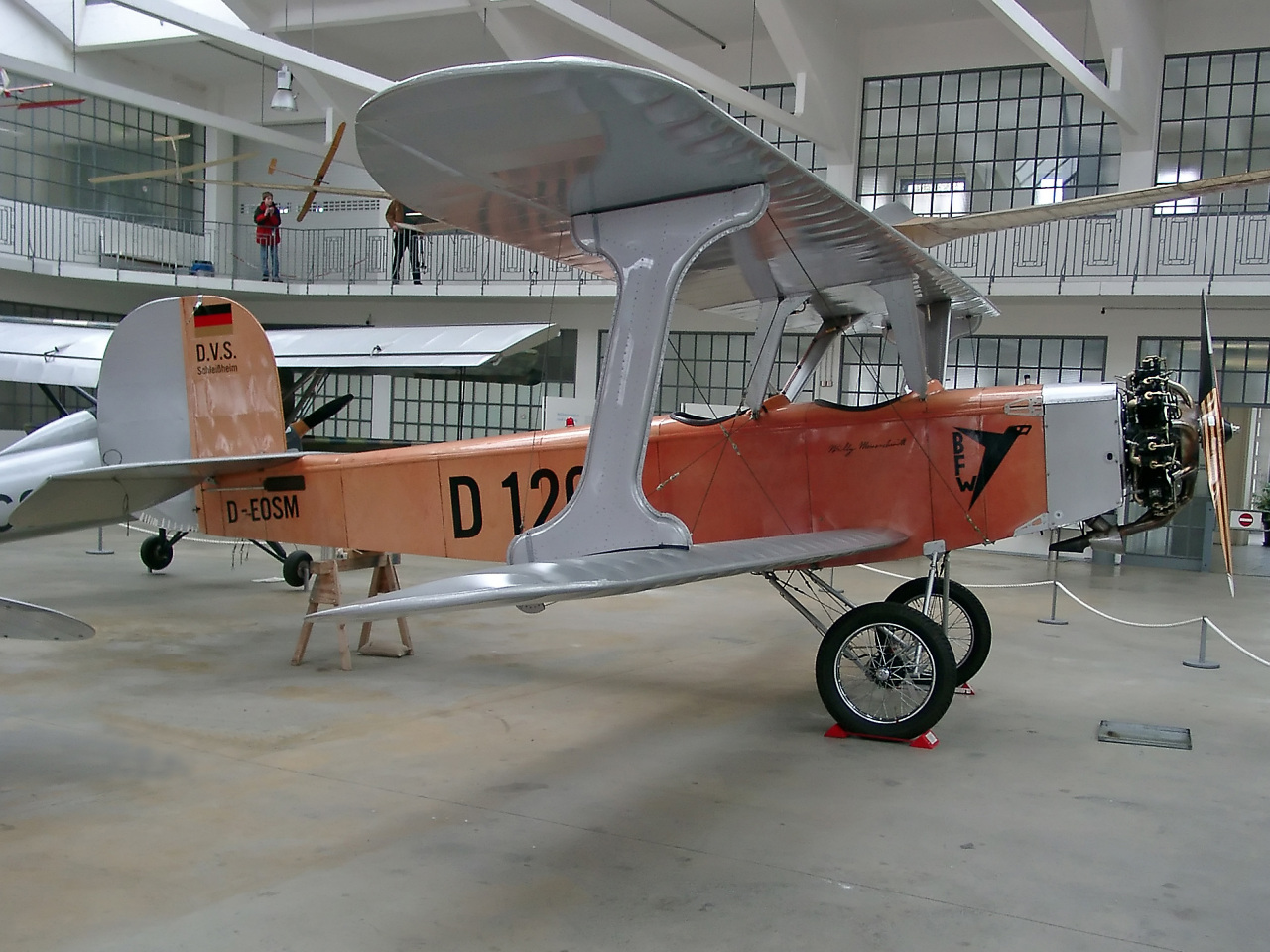
Udet U 12 Flamingo, le modèle le plus connu de la société
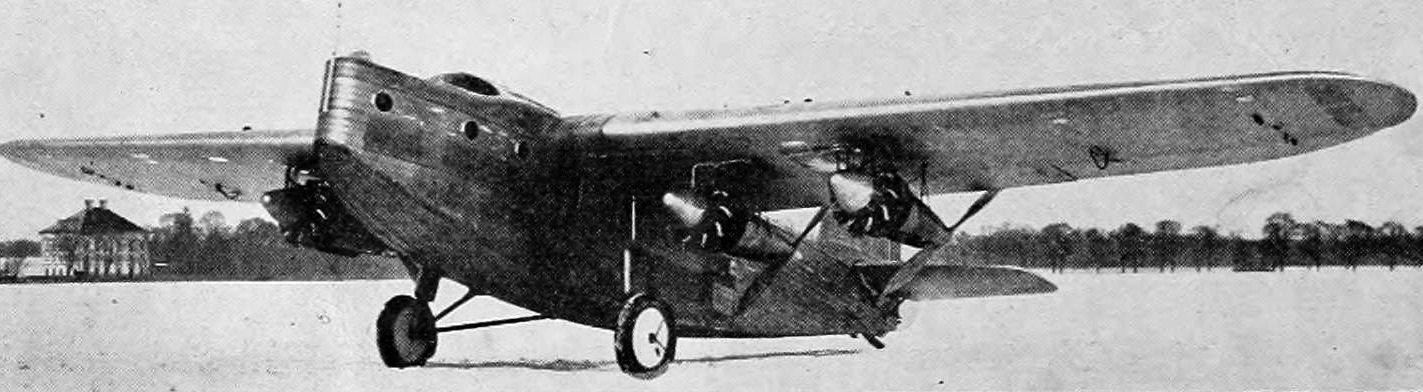
Udet U 11 Kondor, juin 1926
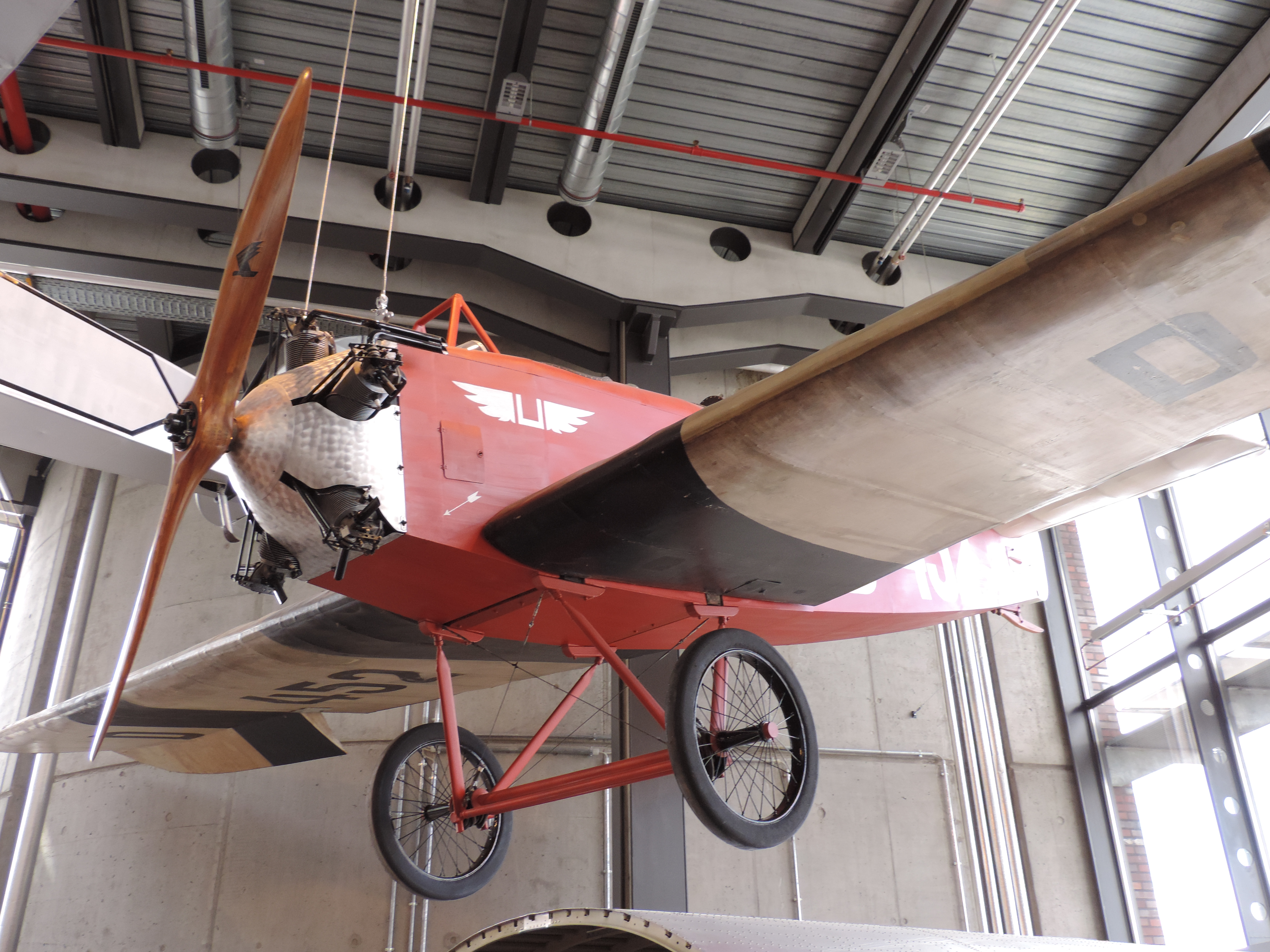
Udet U 10 exposé au Musée allemand des techniques de Berlin